# Даббене, Роберто Рауль
Роберто Рауль Даббене (итал. Roberto Raul Dabbene; 17 января 1864 — 20 октября 1938) — итальяно-аргентинский орнитолог.

## Биография
Родился в Турине, учился в местном университете. В 1884 получил докторскую степень в Генуе; в 1887 переехал в Аргентину. Преподавал химию в Кордове, в 1890 перебрался в Буэнос-Айрес, где доктор Эдуардо Холмберг вдохновил его изучать птиц. Более 40 лет Даббене исследовал птиц Аргентины. Он стал куратором птиц в Национальном Музее и написал многие из наиболее важных книг о птицах этой страны. Основал журнал El Hornero.

## Работы
- «Contribución a la ornitología del Paraguay», Anales del Museo Nacional de Buenos Aires 23: 283—390 (1912)
- «Notas sobre una colección de Avesde la Isla Martín García», El Hornero 1 (1917). (1): 29-34; (2): 89-96; (3): 160—168; (4): 236—248.
- «Los pingüinos de las costas e islas de los mares argentinos», El Hornero 2 (1): 1-9 (1920)
- «Tres aves nuevas para la avifauna uruguaya», El Hornero 3 (4): 422 (1926)
- «The ornithological collection of the Museo Nacional, Buenos Aires its origin, development and present condition», The Auk Vol. 43 N. 1: 37-46 (1926)
- «Las palomas y tórtolas de la Argentina», Revista Diosa Cazadora, Suplemento (125) (1938)
- «Fauna Magallánica. Mamíferos y aves de la Tierra del Fuego e islas adyacentes»